# Hylophilus insularis
Hylophilus insularis, "tobagovireo", är en fågelart i familjen vireor inom ordningen tättingar. Den betraktas oftast som en underart av buskvireo (Hylophilus flavipes), men urskiljs sedan 2016 som egen art av Birdlife International och IUCN.
Fågeln förekommer enbart på ön Tobago i Västindien. Den placeras av IUCN i hotkategorin livskraftig.